# Termodinàmica química
La termodinàmica química (del gr. thermos, calor i química) consisteix en l'estudi de les transformacions que pateix l'energia calorífica en les reaccions químiques, sorgint com una aplicació de la termoquímica, la termodinàmica a la química.
L'estructura de la termodinàmica química es basa en les dues primeres lleis de la termodinàmica, a partir de les equacions de Josiah Willard Gibbs, de les que es poden derivar multitud d’equacions que relacionen les propietats termodinàmiques del sistema termodinàmic mitjançant matemàtiques relativament senzilles, descrivint el marc matemàtic de la termodinàmica química.
Sovint podem considerar que les reaccions químiques es produeixen a pressió constant (atmosfera oberta, és a dir, P=1 atm), o bé a volum constant (el del receptacle on s'estiguin realitzant).
- Procés a pressió constant

La calor intercanviada al procés és equivalent a la variació d'entalpia de la reacció.
Qp = ΔrH
- Procés a volum constant

La calor que s'intercanvia en aquestes condicions equival a la variació d'energia interna de la reacció.
Qv = ΔrU

## Funcions d'estat
Les funcions d'estat són variables termodinàmiques; són les següents: 
- Entalpia
- Energia interna
- Entropia
- Energia de Gibbs
- Pressió
- Volum
- Temperatura

## Llei de Hess
Germain Henri Hess (Ginebra, 1802-Sant Petersburg, 1850) va ser un fisicoquímic rus d'origen suís que va posar les bases de la termodinàmica actual. Va treballar fonamentalment la química de gasos, i va enunciar la llei que ens disposem a comentar ara: 
| « | En una reacció química expressada com la suma (o diferència) algebraica d'altres reaccions químiques, atès que és funció d'estat, l'entalpia de reacció global és també la suma (o diferència) algebraica de les entalpies de les altres reaccions. | » |

Considerem la reacció: 
A {\displaystyle \rightarrow } B 
I suposem l'existència de les següents reaccions intermèdies, de {\displaystyle \Delta _{r}H_{T}^{\circ }} coneguda: 
A {\displaystyle \rightarrow } C 
D {\displaystyle \rightarrow } C 
D {\displaystyle \rightarrow } B 
Veiem que podem muntar un cicle termodinàmic de manera que, en lloc d'anar d'A a B directament, passem per totes les reaccions intermèdies abans descrites: 
A {\displaystyle \rightarrow } C {\displaystyle \leftarrow } D {\displaystyle \rightarrow } B 
Com l'entalpia és una funció d'estat, {\displaystyle \oint _{C}*dH=0}. El procés no depèn del camí, i, per tant, és indiferent que la fem directament o tenint en compte les altres reaccions.
Noti's que la reacció D {\displaystyle \rightarrow } C va en el sentit oposat al que ens interessa per tancar el cicle. Per això, hem d'invertir la direcció del flux energètic per obtenir la reacció que volem, i això s'aconsegueix canviant el signe de la variació entàlpica. És a dir, 
{\displaystyle \Delta _{r}H_{C\rightarrow D}^{\circ }=-\Delta _{r}H_{D\rightarrow C}^{\circ }}.
Tenint això en compte, l'entalpia de la reacció que volem serà: 
{\displaystyle \Delta _{r}H_{A\rightarrow B}^{\circ }=\Delta _{r}H_{A\rightarrow C}^{\circ }-\Delta _{r}H_{D\rightarrow C}^{\circ }+\Delta _{r}H_{D\rightarrow B}^{\circ }}
De vegades, haurem de multiplicar l'entalpia de reacció d'una de les intermediàries per algun coeficient estequiomètric perquè es compleixi la relació lineal entre les diferents variacions d'entalpies.